# Skellefteå (municipio)

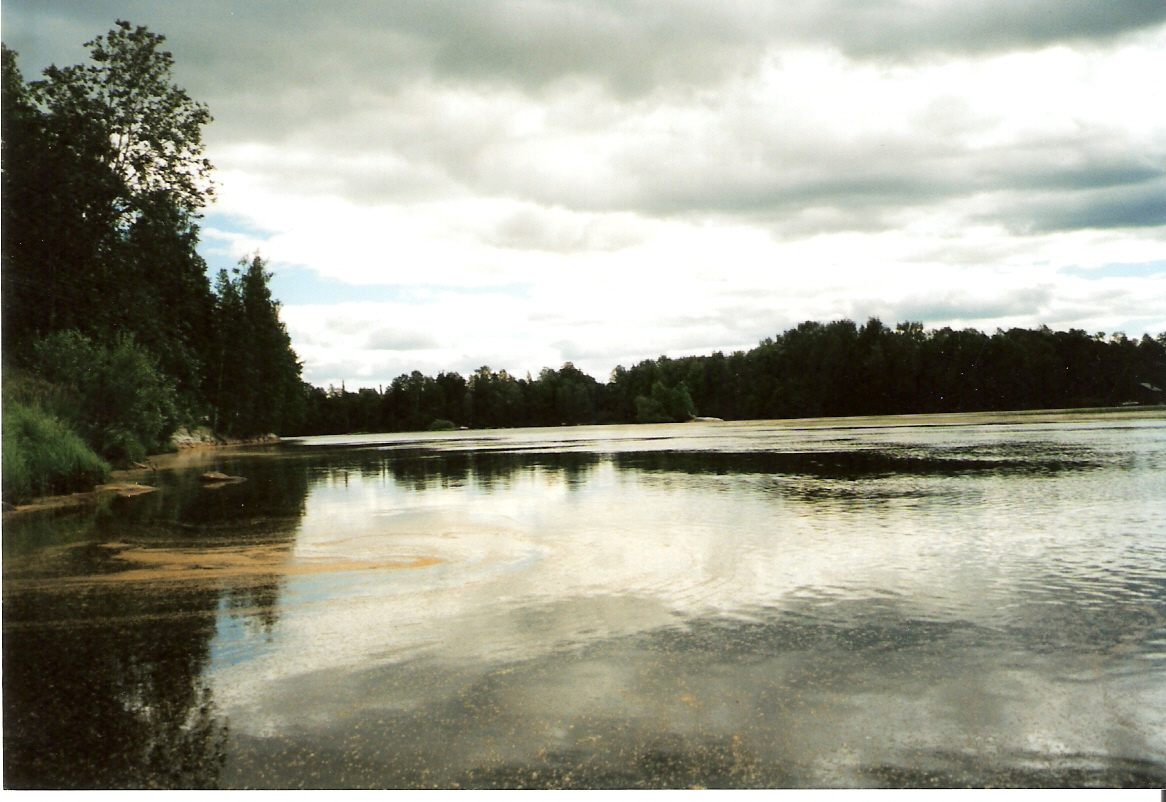
Lago en Skelleftea.

Skellefteå es un municipio del norte de Suecia de unos 73 000 habitantes y cuyo gobierno local está en la ciudad del mismo nombre. La ciudad de Skellefteå tiene unos 35 000 habitantes.
El municipio tiene frontera al sur con Robertsfors y, siguiendo las agujas del reloj, con Umeå, Vindeln, Norsjö, Arvidsjaur y Piteå. Norran es el periódico local de Skellefteå.

## Localidades
- Skellefteå, 34 737
- Ursviken, 4072
- Skelleftehamn, 3058
- Bureå, 2386
- Kåge, 2234
- Byske, 1708
- Burträsk, 1690
- Boliden, 1556
- Jörn, 896
- Ersmark 863
- Lövånger, 756

## Industria
Destaca la minería, en la cual la empresa Boliden emplea a 1200 personas.

## Personajes de Skellefteå
- Stieg Larsson (nacido en 1954), escritor.
- Anna Jonsson (nacida en 1961), escultora, pintora y artista multimedia.
- Joakim Nyström (nacido en 1963), tenista profesional.
- Andreas Hedlund (nacido en 1973), músico.
- Victoria Silvstedt (nacida en 1974), modelo, actriz y playmate.
- Ingrid García-Jonsson (nacida en 1991), actriz y modelo.